# Todd Sucherman
Todd Sucherman (2 mei 1969, Chicago) is een Amerikaans drummer bij de band Styx.

## Levensloop
Todd Sucherman groeide op in een muzikaal gezin en trad in de voetstappen van zijn vader door drummer te worden. Zijn vader werkte overdag als arts, maar 's avonds en 's nachts speelde hij als drummer in een band in het beroemde Chez Parre' in Chicago. Zijn moeder was actrice in de jaren veertig en vijftig.
Sucherman werd voor het eerst betaald voor een optreden in 1975 toen hij optrad met zijn broers Joel en Paul onder de naam "The Sucherman Brothers". In deze band speelde Paul op keyboard, Joel op de basgitaar en Todd zelf op het drumstel.
In 1988 keerde Sucherman terug naar Chicago om zich te vestigen als musicus. Hij werd drummer bij Styx, nadat John Panozzo niet meer mee kon reizen. Na het overlijden van Panozzo op 16 juli 1996 werd Sucherman fulltime drummer bij Styx.
Sucherman heeft mede doordat hij lid van Styx was met veel andere artiesten gespeeld, zoals Brian Wilson, Tommy Shaw, Peter Cetera, Brian Culbertson, The Falling Wallendas en Steve Cole.
- Bibsys: 4028592
- Gemeinsame Normdatei: 134998219
- International Standard Name Identifier: 0000 0004 0689 8536
- Library of Congress Control Number: no2015114444
- MusicBrainz: ced3bbe4-1413-45ad-bef3-ebc3b17c4c6a
- Virtual International Authority File: 317285210